# Oreoleuciscus
Oreoleuciscus es un género de peces de la familia de los Cyprinidae en el orden de los Cypriniformes.

## Especies
Las especies de este género son:
- Oreoleuciscus angusticephalus
- Oreoleuciscus dsapchynensis
- Oreoleuciscus humilis
- Oreoleuciscus potanini